# 아오타 노보루
아오타 노보루(일본어: 青田 昇, 1924년 11월 22일 ~ 1997년 11월 4일)는 일본의 전 프로 야구 선수이자 야구 지도자, 야구 해설가·평론가이다.

## 상세 정보

### 출신 학교
- 구제 효고 현 다키가와 중학교 중퇴

### 선수 경력
- 도쿄 교진군(1942년 ~ 1943년)
- 한큐군·한큐 브레이브스(1946년 ~ 1947년)
- 요미우리 자이언츠(1948년 ~ 1952년)
- 다이요 쇼치쿠 로빈스·요쇼 로빈스·다이요 웨일스(1953년 ~ 1958년)
- 한큐 브레이브스(1959년)

### 지도자·기타 경력
지도자
- 한신 타이거스 1군 타격 코치(1962년 ~ 1963년)
- 한큐 브레이브스 1군 수석 코치(1965년 ~ 1967년)
- 다이요 웨일스 1군 코치(1972년 ~ 1972년 7월)
- 다이요 웨일스 감독(1972년 8월 ~ 1973년)
- 요미우리 자이언츠 1군 수석 코치(1980년 ~ 1980년 도중)

해설자
- 호치 신문 평론가(1961년)
- 마이니치 방송 해설자(1964년)
- 닛폰 TV 해설자(1968년 ~ 1971년, 1974년)
- NET TV 해설자(1975년 ~ 1979년)
- 라디오 간토 해설자
- 닛폰 TV·라디오 닛폰·TV 도쿄 해설자, 스포츠 호치 평론가

### 수상·타이틀 경력

#### 타이틀
- 수위 타자 : 1회(1948년)
- 홈런왕 : 5회(1948년, 1951년, 1954년, 1956년, 1957년)
- 타점왕 : 2회(1943년, 1951년)
- 최다 안타(당시는 타이틀이 아님) : 1회(1948년) ※1994년부터 타이틀로 제정됨

#### 수상
- 베스트 나인 : 5회(1948년, 1950년, 1951년, 1956년, 1957년) ※모두 외야수 부문
- 일본 야구 명예의 전당 헌액자(2009년)

### 개인 기록
- 올스타전 출장 : 6회(1951년 ~ 1953년, 1955년 ~ 1957년)
- 끝내기 만루 홈런 : 2개[2]
  - 1947년 6월 7일 : 대 요미우리 자이언츠 전(고라쿠엔 구장), 9회에 다다 후쿠조로부터, 스코어는 4대 0. 일본 프로야구 역대 2번째 끝내기 만루홈런.
  - 1954년 4월 27일 : 대 요미우리 자이언츠 전(니시쿄고쿠), 9회에 가사하라 마사유키로부터, 스코어는 9대 8. 일본 프로 야구 역대 6번째끝내기 만루홈런이자  2번째 역전 끝내기 만루홈런.
- 사이클링 히트 : 1회(1953년 4월 23일, 대 요미우리 자이언츠 전, 고라쿠엔 구장) ※역대 8번째
- 통산 1000경기 출장 : 1953년 4월 25일(16번째)
- 시즌 척살수(외야수) : 391개(1948년) ※역대 1위

### 등번호
- 32(1942년 ~ 1943년)
- 12(1946년 ~ 1947년)
- 23(1948년 ~ 1958년)
- 1(1959년)
- 63(1962년 ~ 1963년)
- 40(1965년 ~ 1967년)
- 50(1972년 ~ 1973년)

### 연도별 타격 성적
| 연 도       | 소 속       | 경 기 | 타 석 | 타 수 | 득 점 | 안 타 | 2 루 타 | 3 루 타 | 홈 런 | 루 타 | 타 점 | 도 루 | 도 루 자 | 희 생 번 | 희 생 플 | 볼 넷 | 고 4 | 사 구 | 삼 진 | 병 살 타 | 타 율 | 출 루 율 | 장 타 율 | O P S |
| ----------- | ----------- | ----- | ----- | ----- | ----- | ----- | ------- | ------- | ----- | ----- | ----- | ----- | -------- | -------- | -------- | ----- | ---- | ----- | ----- | -------- | ----- | -------- | -------- | ----- |
| 1942년      | 도쿄 교진군 | 42    | 133   | 124   | 20    | 44    | 4       | 0       | 1     | 51    | 18    | 7     | 5        | 2        | --       | 7     | --   | 0     | 5     | --       | .355  | .389     | .411     | .801  |
| 1943년      | 도쿄 교진군 | 84    | 346   | 323   | 25    | 72    | 10      | 6       | 0     | 94    | 42    | 10    | 10       | 1        | --       | 22    | --   | 0     | 21    | --       | .223  | .272     | .291     | .563  |
| 1946년      | 한큐        | 96    | 432   | 411   | 57    | 121   | 28      | 5       | 3     | 168   | 51    | 21    | 6        | 0        | --       | 19    | --   | 2     | 23    | --       | .294  | .329     | .409     | .737  |
| 1947년      | 한큐        | 118   | 507   | 473   | 55    | 110   | 19      | 4       | 11    | 170   | 63    | 22    | 7        | 0        | --       | 34    | --   | 0     | 26    | --       | .233  | .284     | .359     | .643  |
| 1948년      | 요미우리    | 140   | 592   | 569   | 95    | 174   | 31      | 2       | 25    | 284   | 99    | 19    | 11       | 1        | --       | 20    | --   | 2     | 52    | --       | .306  | .332     | .499     | .831  |
| 1949년      | 요미우리    | 134   | 599   | 557   | 93    | 153   | 28      | 3       | 28    | 271   | 102   | 6     | 4        | 1        | --       | 37    | --   | 4     | 58    | --       | .275  | .324     | .487     | .811  |
| 1950년      | 요미우리    | 137   | 601   | 557   | 94    | 185   | 22      | 3       | 33    | 312   | 134   | 29    | 15       | 0        | --       | 42    | --   | 2     | 41    | 11       | .332  | .381     | .560     | .941  |
| 1951년      | 요미우리    | 114   | 521   | 471   | 101   | 147   | 27      | 2       | 32    | 274   | 105   | 22    | 8        | 0        | --       | 47    | --   | 3     | 39    | 9        | .312  | .378     | .582     | .960  |
| 1952년      | 요미우리    | 114   | 468   | 427   | 77    | 111   | 18      | 1       | 18    | 185   | 79    | 6     | 3        | 1        | --       | 38    | --   | 2     | 32    | 15       | .260  | .323     | .433     | .757  |
| 1953년      | 요쇼 다이요 | 105   | 438   | 404   | 45    | 99    | 18      | 4       | 9     | 182   | 40    | 2     | 2        | 2        | --       | 31    | --   | 1     | 30    | 14       | .245  | .300     | .450     | .751  |
| 1954년      | 요쇼 다이요 | 124   | 506   | 469   | 65    | 138   | 23      | 0       | 31    | 254   | 74    | 3     | 2        | 0        | 1        | 33    | --   | 3     | 52    | 17       | .294  | .344     | .542     | .885  |
| 1955년      | 요쇼 다이요 | 103   | 414   | 381   | 40    | 102   | 23      | 1       | 17    | 178   | 54    | 3     | 1        | 0        | 2        | 29    | 9    | 2     | 45    | 10       | .268  | .321     | .467     | .788  |
| 1956년      | 요쇼 다이요 | 129   | 539   | 502   | 48    | 130   | 13      | 2       | 25    | 222   | 65    | 1     | 3        | 0        | 2        | 35    | 6    | 0     | 69    | 16       | .259  | .306     | .442     | .748  |
| 1957년      | 요쇼 다이요 | 129   | 527   | 497   | 53    | 136   | 19      | 1       | 22    | 223   | 61    | 1     | 3        | 0        | 1        | 29    | 5    | 0     | 56    | 13       | .274  | .313     | .449     | .762  |
| 1958년      | 요쇼 다이요 | 76    | 276   | 260   | 21    | 67    | 8       | 0       | 7     | 96    | 30    | 1     | 0        | 0        | 1        | 14    | 1    | 1     | 29    | 7        | .258  | .297     | .369     | .666  |
| 1959년      | 한큐        | 64    | 151   | 141   | 9     | 38    | 5       | 0       | 3     | 52    | 17    | 2     | 0        | 0        | 2        | 6     | 0    | 2     | 15    | 6        | .270  | .305     | .369     | .673  |
| 통산 : 16년 | 통산 : 16년 | 1709  | 7050  | 6566  | 898   | 1827  | 296     | 34      | 265   | 2986  | 1034  | 155   | 80       | 8        | 9        | 443   | 21   | 24    | 593   | 118      | .278  | .326     | .455     | .781  |

- 굵은 글씨는 시즌 최고 성적.
- 요쇼(요쇼 로빈스)는 1955년에 다이요(다이요 웨일스)로 구단명을 변경.

### 감독으로서의 팀 성적
- 147경기 61승 8무 78패(승률 .439)